# Мосеану, Доминик
Доминик Хелена Мочану-Каналес (англ. Dominique Helena Moceanu; 30 сентября 1981, Голливуд, Калифорния, США) — американская гимнастка. Олимпийская чемпионка. Член олимпийской женской команды США по спортивной гимнастике 1996 года. Победительница Игр доброй воли.

## Биография
Доминик Хелена Мочану родилась 30 сентября 1981 года в Голливуде (штат Калифорния, США) в семье румынских иммигрантов.
С 4 ноября 2006 года Доминик замужем за ортопедом Майклом Каналесом. У супругов есть двое детей — дочь Кармен Ноэль Каналес (род.25.12.2007) и сын Винсент Майкл Каналес (род.13.03.2009).